# Gianni Fontana
Giovanni Angelo Fontana, detto Gianni (Verona, 1º aprile 1944), è un politico italiano.

## Biografia
Laureato in giurisprudenza all'Università di Modena e Reggio Emilia, esponente della Democrazia Cristiana, è stato più volte parlamentare, tra deputato e Senato, e sottosegretario di Stato nonché, per un mandato, ministro della Repubblica.
Eletto per la prima volta in Parlamento nel 1972 (VI Legislatura), a soli 28 anni, con la Democrazia Cristiana; cominciò a ricoprire uffici di governo già dalla successiva Legislatura. Infatti viene nominato sottosegretario ai Lavori Pubblici e, in seguito, ai Trasporti, anche nella VIII Legislatura è nominato sottosegretario ai Lavori Pubblici e al Ministero dell'Industria e dell'Artigianato. Fa parte della Camera dei Deputati fino al 1987. In tale anno viene eletto dal Senato della Repubblica.
Il 28 giugno 1992 è nominato, (in quota DC), Ministro dell'agricoltura e delle foreste nel primo governo Amato, si dimette però il 21 marzo del 1993 lasciando il posto ad Alfredo Diana. Conclude poi il suo mandato parlamentare nel 1994.
Il 30 marzo 2012, il Consiglio Nazionale della Democrazia Cristiana, autoconvocatosi per iniziativa di Clelio Darida e di altri 48 consiglieri nazionali che ricoprivano tale ruolo nel 1994 (anno in cui fu deliberata la nascita del Partito Popolare Italiano), elegge Giovanni Angelo Fontana alla carica di Segretario nazionale. Era dal 1994 che la Democrazia Cristiana era priva di un Segretario (l'ultimo fu Mino Martinazzoli, transitato al Partito Popolare) e non svolgeva attività politica. L'elezione di Fontana viene poi ratificata dal Congresso Nazionale della DC nel novembre dello stesso anno.